# Ronde van Spanje 2019/Dertiende etappe
De dertiende etappe van de Ronde van Spanje 2019 werd verreden op 6 september tussen Bilbao en Los Machucos. De etappe voerde over zeven beklimmingen: vier van de derde categorie, twee van de tweede categorie en een van de buitencategorie. Geen van de klimmetjes moest worden onderschat en zij dienden als opwarmer voor de slotklim naar Los Machucos (6,8 à 9,2%). Primož Roglič pakte tijd op vrijwel alle concurrenten en sloeg een slag in het klassement.
| Bilbao – Los Machucos (166,4 km) |                    |                   |          |
| Plaats                           | Naam               | Ploeg             | Tijd     |
| 1                                | Tadej Pogačar      | UAE Team Emirates | 4u28'26" |
| 2                                | Primož Roglič      | Team Jumbo-Visma  | z.t.     |
| 3                                | Pierre Latour      | AG2R La Mondiale  | + 27"    |
| 4                                | Alejandro Valverde | Movistar Team     | z.t.     |
| 5                                | Nairo Quintana     | Movistar Team     | z.t.     |
| 6                                | Rafał Majka        | BORA-hansgrohe    | z.t.     |
| 7                                | Miguel Ángel López | Astana Pro Team   | + 1'01"  |
| 8                                | Gianluca Brambilla | Trek-Segafredo    | + 1'08"  |
| 9                                | Marc Soler         | Movistar Team     | z.t.     |
| 10                               | Wilco Kelderman    | Team Sunweb       | z.t.     |
|                                  |                    |                   |          |
| 27                               | Dylan Teuns        | Bahrain-Merida    | + 3'45"  |

| Algemeen klassement |                    |                   |           |
| Plaats              | Naam               | Ploeg             | Tijd      |
| Rode trui           | Primož Roglič      | Team Jumbo-Visma  | 49u20'28" |
| 2                   | Alejandro Valverde | Movistar Team     | + 2'25"   |
| 3                   | Tadej Pogačar      | UAE Team Emirates | + 3'01"   |
| 4                   | Miguel Ángel López | Astana Pro Team   | + 3'18"   |
| 5                   | Nairo Quintana     | Movistar Team     | + 3'33"   |
| 6                   | Rafał Majka        | BORA-hansgrohe    | + 6'15"   |
| 7                   | Nicolas Edet       | Cofidis           | + 7'18"   |
| 8                   | Carl Fredrik Hagen | Lotto Soudal      | + 7'33"   |
| 9                   | Wilco Kelderman    | Team Sunweb       | + 7'39"   |
| 10                  | Dylan Teuns        | Bahrain-Merida    | + 9'58"   |

1e etappe ·
2e etappe ·
3e etappe ·
4e etappe ·
5e etappe ·
6e etappe ·
7e etappe ·
8e etappe ·
9e etappe ·
10e etappe ·
11e etappe ·
12e etappe ·
13e etappe ·
14e etappe ·
15e etappe ·
16e etappe ·
17e etappe ·
18e etappe ·
19e etappe ·
20e etappe ·
21e etappe
Startlijst · Eindstanden · Afbeeldingen